# Меоре Балда
Меоре Балда (груз. მეორე ბალდა) — село в Грузії.
За даними перепису населення 2014 року в селі проживає 363 особи.